# L'inferno degli specchi
L'inferno degli specchi (Japanese Tales of Mystery and Imagination) è una raccolta di racconti del 1956 dello scrittore giapponese Edogawa Ranpo.
Il titolo italiano del libro è tratto da un racconto omonimo al suo interno.

## Elenco dei racconti
- La sedia umana
- Il test psicologico
- Il bruco
- La rupe
- L'Inferno degli specchi
- i Gemelli
- La camera rossa
- I due menomati
- Il viaggiatore con il quadro di stoffa

Conclude il libro una nota biografica scritta da James B. Harris sull'autore a Tokio nel 1956.

## Edizioni
La prima edizione risale al 1956 da parte della Charles E. Tuttle Company.
Il libro è stato edito da Arnoldo Mondadori Editore nella Collezione Urania n°99 e uscito in edicola nel mese di aprile 2011. L'immagine di copertina italiana è di Franco Brambilla, la traduzione a cura di Laura Serra.